# Ryosuke Tada
Ryosuke Tada (født 7. august 1992) er en japansk fodboldspiller.